# 堀越二郎
堀越 二郎（ほりこし じろう、1903年（明治36年）6月22日 - 1982年（昭和57年）1月11日）は、日本の航空技術者。位階は従四位。勲等は勲三等。学位は工学博士（東京大学・1965年）。零式艦上戦闘機の設計者として有名。
新三菱重工業株式会社参与、東京大学宇宙航空研究所講師、防衛大学校教授、日本大学生産工学部教授などを歴任した。

## 生涯

### 生い立ち
1903年6月22日、群馬県藤岡市に生まれる。
旧制藤岡中学校（群馬県立藤岡高等学校）、第一高等学校を経て東京帝国大学工学部（東京大学工学部）航空学科を首席で卒業。同期に木村秀政、土井武夫らがいる。

### 三菱に入社
三菱内燃機製造（現在の三菱重工業）に入社。最先端の航空機技術を学ぶ為にヨーロッパ、アメリカへ1年半派遣された。
1932年、入社5年で設計主任に抜擢された堀越は、まだ複葉機が主流な時代において、単葉機である七試艦上戦闘機を設計。しかし試作された2機は試験飛行中に墜落してしまい不採用。
同年中に佐々木須磨子と見合い結婚。後に6人の子宝に恵まれる。
1934年には九試単座戦闘機の設計・開発を進め、九試単座戦闘機では機体表面の空力的平滑化を徹底するなど革新的な設計を行い、逆ガル翼を持つ試作一号機を経て、1935年試作二号機が日本海軍初の全金属単葉戦闘機九六式艦上戦闘機として採用された。日本で初めて全面的に沈頭鋲を採用した航空機である。

### 零戦の設計
1937年より十二試艦上戦闘機の設計を行う。後の零式艦上戦闘機（零戦）である。
海軍からのあまりに高い性能要求に悩んだとされているが、晩年は「あまり苦労しなかった」とも語っている。会議において堀越は「格闘性能、航続力、速度の内で優先すべきものを1つ挙げてほしい」と要求するが、源田実の「どれも基準を満たしてもらわなければ困るが、あえて挙げるなら格闘性能、そのための他の若干の犠牲は仕方ない」という意見と、柴田武雄の「攻撃機隊掩護のため航続力と敵を逃がさない速力の2つを重視し、格闘性能は搭乗員の腕で補う」という意見が対立し、両方正論で並行したため、堀越は自分が両方の期待に応えようと決めていた。
零戦の防弾性能について堀越は、「戦闘機には優先順位があり、防弾がなかったのは当然」としており、後の零戦に対する防弾装備は、「未熟者が増えたせいで不相応なものだった」と回想している。
以降、技術部第二設計課長として雷電、烈風の設計に携わったが、零戦も含めいずれも途中以降は他課に設計が移されている。

### 戦後
戦後は同窓の木村秀政、土井武夫らと共にYS-11の設計・開発に参加した。三菱重工業は戦後分割されたため、それにともない発足した中日本重工業（のちの新三菱重工業）に勤務した。新三菱重工業では参与を務めた。
新三菱重工業を退社した後、1963年から1965年にかけて、東京大学の宇宙航空研究所にて講師を務めた。1965年「人の操縦する飛行機の飛行性の改善に関する研究 :昇降だ操縦系統の剛性低下方式」で東大工学博士。1965-69年防衛大学校教授。1972-73年日本大学生産工学部教授。
また、1966年に発生した英国海外航空機空中分解事故や1971年に発生したばんだい号墜落事故では、事故調査委員会の委員として、墜落事故の原因究明に尽力した。
1973年11月3日勲三等旭日中綬章。
1982年1月11日死去、78歳没（享年80）。 2月5日に、命日の1月11日付で従四位が特旨を以て位記を追賜される。死亡記事はニューヨーク・タイムズ等世界の新聞に載った。

## 親族
- 佐々木謙一郎 - 妻須磨子の父。専売局長官、南満州鉄道副総裁。

## 著作

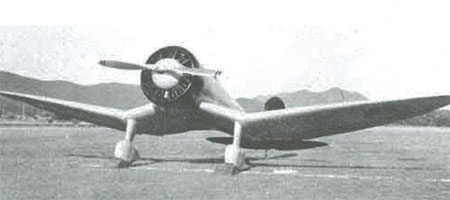
九試単座戦闘機

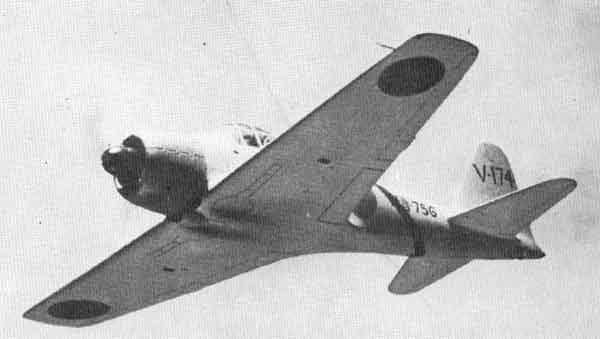
零式艦上戦闘機

### 単著
- 『零戦――その誕生と栄光の記録』 カッパ・ブックス、1970年。
  - 『零戦――その誕生と栄光の記録』 講談社文庫、1984年。ISBN 9784061834026
    - 『零戦 その誕生と栄光の記録』 角川文庫、2012年。ISBN 9784041006238
- 『零戦の遺産――設計主務者が綴る名機の素顔』 新装版、光人社NF文庫、2003年。ISBN 9784769820864

### 共著
- 奥宮正武共著『零戦――日本海軍航空小史』日本出版協同、1953年
- Masatake Okumiya and Jiro Horikoshi, Zero! -- the story of the Japanese navy air force 1937 - 1945, Cassell, 1957.
- Masatake Okumiya and Jiro Horikoshi, Zero!, Cassell, 1958.
- 奥宮正武共著『零戦』新装改訂版、朝日ソノラマ、1975年　のちPHP文庫、学研M文庫

### 監修等
- 千田夏光・堀越二郎監修校閲『驚異の戦闘機ゼロ戦』盛光社、1967年。

## 関連作品

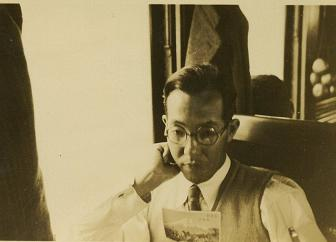
1938年10月、車中にて

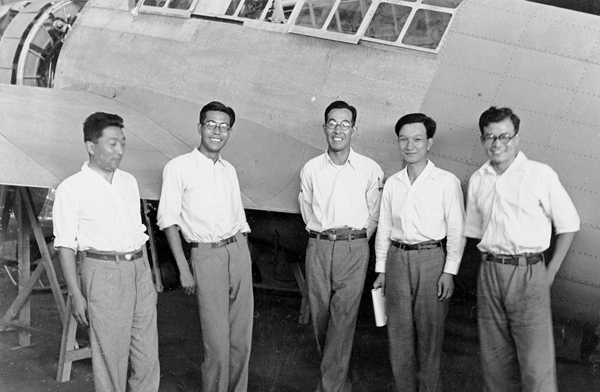
1937年7月、十二試艦上戦闘機（のちの零式艦上戦闘機）設計チームの仲間。中央が堀越

### 漫画
- 小沢さとる『黄色い零戦 イエロー・ファイター』（新潮社、1988年）
- 宮崎駿『風立ちぬ』（『モデルグラフィックス』2009年4〜9月号・11〜12月号、2010年1月号）
- 三田紀房『アルキメデスの大戦』

### 映画
- 『零戦燃ゆ』（1984年、東宝映画） - 原作：柳田邦男、監督：舛田利雄、演：北大路欣也
- 『風立ちぬ』（2013年7月、スタジオジブリ） - 原作・脚本・監督：宮崎駿、声：庵野秀明

### ムック
- 『零戦と堀越二郎　別冊宝島』宝島社、2013年6月 - 各・風立ちぬ公開に併せた出版
- 『零式艦上戦闘機と人間堀越二郎』徳間書店ムック、2013年8月
- 『堀越二郎の戦闘機がまるごとわかる本』晋遊舎ムック、2013年8月